# Wozzeck
Pour les articles homonymes, voir Woyzeck (homonymie).
Wozzeck est un opéra en trois actes, opus 7, écrit et composé par le compositeur autrichien Alban Berg. Il fut composé entre 1912 et 1922 et il fut créé le 14 décembre 1925 au Staatsoper de Berlin sous la direction d'Erich Kleiber.
Wozzeck s'inspire de la pièce Woyzeck de Georg Büchner, que le dramaturge allemand écrivit à la suite d'un fait divers apparemment banal de 1821 : un soldat assassine sa maîtresse, et est exécuté trois ans plus tard, après qu'une analyse psychiatrique l'a démontré responsable de son acte. Büchner laissa son texte incomplet. Assistant à une représentation de Woyzeck, la pièce de Büchner, à Vienne le 5 mai 1914, Berg comprend qu'il y a là une base pour un opéra. Il retravaille le texte de Büchner en enlevant des scènes et en inversant l'apparition de certaines. Il adapte le livret lui-même, ne retenant que ce qui lui semble essentiel. À partir des fragments laissés en désordre dans l'ouvrage de Büchner, Berg en sélectionne quinze qu'il structure pour bâtir trois actes de cinq scènes chacun. Ce travail donne une unité qui faisait défaut à la pièce. Il termine son livret pendant l'été 1920.
Le génie et la qualité de travail de Berg, élève de Schönberg, se traduisent notamment dans l'écriture musicale. Le compositeur viennois structure chaque scène et chaque situation par une technique musicale spécifique : pavane, gavotte, passacaille, polka, fugue, etc. L'ensemble de l'œuvre tient en une heure trente. Bien qu'atonale et utilisant le dodécaphonisme, la musique de Wozzeck garde de nombreux aspects classiques. L'opéra utilise également le sprechgesang, technique vocale (le parlé-chanté) rendue célèbre quelques années auparavant par Schönberg dans son Pierrot lunaire.

## Création et succès
L'œuvre obtient la faveur du public. Elle est considérée comme socialisante : la fatalité s'abat sur les pauvres et les exploités. De plus, son antimilitarisme l'amène à être interdite par le régime nazi dès 1933, qui la range parmi les œuvres relevant de l'« art dégénéré ». Après la Seconde Guerre mondiale, Wozzeck entre dans le répertoire moderne et est joué sur toutes les scènes du monde. Il est considéré comme le premier opéra atonal de l'histoire musicale.
Erich Kleiber, « qui a programmé (l'opéra) de sa propre initiative », en dirige la première mondiale à l'Opéra d'État de Berlin le 14 décembre 1925. Malgré le succès, il y eut des perturbations au cours de l'exécution. La presse fut mitigée, mais très vite l'opéra fut rejoué fréquemment en Allemagne et en Autriche, avant son interdiction par les nazis. Wozzeck établit un pont entre le nouveau langage musical et la tradition de l'opéra grand public. Berg se trouva ainsi en mesure de vivre confortablement grâce aux redevances qui lui furent versées. Ainsi il put passer une bonne partie des années 1920 à 30 à voyager pour participer à des spectacles et à donner des conférences sur l'opéra.
La première américaine de l'opéra a été donnée par le Grand Opera Company de Philadelphie le 19 mars 1931 au Metropolitan Opera House de Philadelphie avec Leopold Stokowski comme chef d'orchestre.
La première française eut lieu le 9 novembre 1950 à la radio au Théâtre des Champs-Élysées. La direction en fut confiée à Jascha Horenstein. Puis Wozzeck fut joué sur la scène du Théâtre des Champs-Élysées le 2 mai 1952 par l'opéra de Vienne dirigé par Karl Böhm, en novembre 1962 à l'Opéra de Lyon en version française, le 29 novembre 1963 à l'Opéra de Paris en version originale dirigé par Pierre Boulez dans une mise en scène de Jean-Louis Barrault.

## Style et structure musicale
Wozzeck est généralement vu comme le premier opéra d'avant-garde du XXe siècle. Alban Berg suivit les pas de son maître, Arnold Schoenberg, en utilisant l'atonalité pour exprimer les émotions et même les pensées. La musique atonale amplifie l'aliénation et la folie progressive de Wozzeck.
Bien que la pièce reste atonale au sens où Berg ne suit pas les techniques traditionnelles majeur/mineur des périodes baroques, classiques et romantiques, l'œuvre est écrite avec des méthodes permettant à l'harmonie de s'écouler. La paire « triton » si-fa représente Wozzeck et Marie en dispute permanente. La combinaison si bémol-ré bémol (tierce mineure) représente le lien entre Marie et son enfant. Tout le long, l'opéra revient sur quelques points-clés qui permettent de repérer les temps forts de l'intrigue et établir la continuité et la structure.

### Leitmotive
Berg utilise également une autre technique connue qui est celle des leitmotive. D'autres compositeurs, comme Wagner, ont déjà utilisé cette méthode. Ici chaque leitmotiv est utilisé de manière assez subtile non pour désigner des personnages ou des caractères, mais aussi et surtout pour désigner les émotions et les sentiments d'un personnage. Ils annoncent également le drame en s'associant au sang, au couteau ou à la mort. Même si, en ce qui concerne les personnages typés que sont le Capitaine, le Docteur et le Sergent-Major, les motifs sont fixés, Wozzeck, lui, est associé à deux leitmotiv : l'un est entendu quand Wozzeck court et disparaît de la scène, l'autre quand il exprime langoureusement sa misère et ses appels au secours face aux pressions et expérimentations qu'il subit. Marie, elle, est accompagnée de divers leitmotive, comme celui exprimant sa sensualité, lorsqu'elle accepte la paire de boucles d'oreilles du Sergent-Major. De même, un vaste accord semble achever chaque acte, en décrivant une oscillation qui se brouille progressivement.
Le leitmotiv le plus significatif est le premier chant de Wozzeck (dans la première scène où il rase le Capitaine), avec les mots « Wir arme Leute » (« Nous autres, pauvres gens »). Berg écrit une série de quatre note (Ré # - si - mi - sol) composant une tierce mineure avec une septième majeure, qui est le signal de l'incapacité des personnages à surmonter leur situation.
Par delà ceci, Berg réutilise les motifs au fur et à mesure que l'opéra se développe afin d'approfondir les pensées du personnage. la réapparition de la musique militaire à la fin du premier acte informe le public de l'apparence physique du Sergent-Major que désire Marie.

### Formes classiques transformées
Alban Berg n'a pas fait le choix d'utiliser des formes puisées dans l'opéra classique et romantique, arias, trios par exemple. Chaque scène possède sa propre cohérence. Pour cela, Berg utilise des structures associées en général à des approches plus abstraites en musique instrumentale. La seconde scène de l'Acte II (lorsque le Docteur et le Capitaine narguent Wozzeck à propos de l'infidélité de Marie) consiste en un prélude et une triple fugue. La quatrième scène de l'acte I, centrée sur Wozzeck et le Docteur, est une passacaille avec variations.
Les scènes variées de l'Acte III déplacent ces structures et adoptent de nouvelles stratégies. Chaque scène est une série de variations, mais là où « variations » signifie normalement une mutation et des retournements de la mélodie initiale, Berg identifie plusieurs éléments musicaux dans la variation. La deuxième scène est une variation sur une seule note (le Si, entendu continuellement dans la scène), et cette seule note est entendue dans les deux grands crescendos de la fin de la scène — les deux coups du Destin. La troisième scène est une variation sur un motif rythmique, de telle sorte que chaque thème est une variation de ce même motif rythmique. La quatrième scène est une variation sur un accord de six notes, utilisé uniquement dans cette scène. Le magnifique interlude orchestral est une composition libre, ancré toutefois sur un accord de Ré mineur. Quant à la scène finale, elle est un tremblement, une variation sur un même rythme, jusqu'à l'oscillation finale et lumineuse entre les cordes et le célesta.

## Argument
Il raconte l'histoire de Franz Wozzeck, un ancien soldat ayant eu un fils de Marie, une ancienne prostituée. Il sert de cobaye pour les expériences d'un médecin et est victime d'hallucinations qui l'éloignent de Marie. Wozzeck découvre ensuite que cette dernière lui est infidèle ; s'ensuit un dénouement dramatique.

## Personnages
- Wozzeck, soldat (Baryton basse)
- Le Tambour-Major (Ténor)
- Andres, soldat (Ténor)
- Le capitaine (Ténor)
- Le médecin (Basse)
- Les ouvriers (Baryton et Basse)
- Un idiot (Ténor)
- Marie (Soprano)
- Margret (Contralto)
- L'enfant de Marie (Soprano)
- soldats, domestiques, enfants...

## Synopsis

### Acte 1
Scène 1 (Suite)
Wozzeck est en train de raser le Capitaine qui se moque de lui parce qu'il a une vie immorale, en particulier du fait qu'il a eu un enfant, sans la bénédiction de l'Église. Wozzeck proteste en expliquant qu'il est difficile d'être vertueux quand on est pauvre. Il supplie le capitaine de se rappeler la leçon de l'Évangile, « Lasset die Kleinen zu mir kommen! » (« Laissez les petits enfants venir à moi », Marc 10,14). Le capitaine reçoit cet avertissement avec consternation.
Scène 2 (Rhapsodie et Chant de chasse)
Wozzeck et son ami Andres taillent du bois dans la forêt, tandis que le soleil se couche. Wozzeck a des hallucinations (le monde s'effondre, tel le Soleil qui descend). Andres tente en vain de le calmer.
Scène 3 (Marche, berceuse et Sicilienne)
Par la fenêtre de leur chambre, Marie et son amie Margret regardent un défilé militaire qui passe. Margret raille Marie de son flirt avec les soldats. Marie ferme la fenêtre et se met à chanter une berceuse à son fils. Wozzeck arrive et raconte à Marie les visions terribles qu'il a eues. Mais il ne fait pas attention à leur fils, au grand dam de Marie. 
Scène 4 (Passacaille)
Le docteur gronde Wozzeck qui ne suit pas ses instructions concernant l'alimentation et le comportement. Toutefois, lorsque le médecin entend les aberrations mentales de Wozzeck, il se réjouit et se félicite de la réussite de son expérience.
Scène 5 (Rondo)
Marie admire le tambour-major, qui lui fait des avances sur le pas de sa chambre. Elle commence par le repousser, puis elle accepte après une courte résistance.

### Acte 2
Scène 1 (Sonata-Allegro)
Marie est surprise de l'arrivée de Wozzeck. Quand il demande où elle a obtenu les boucles d'oreilles que lui a données le sergent-major, elle répond qu'elle les a trouvées. Wozzeck n'est pas dupe. Mais il lui donne de l'argent et des feuilles de papier. Marie se sent coupable de son comportement.
Scène 2 (Fantasie et Fugue sur 3 thèmes)
Le Docteur se précipite sur le Capitaine qui passe dans la rue et essaie de l'effrayer par des spéculations sur des affections qui le frappent. Wozzeck passe par là. Le Docteur et le Capitaine insinuent que Marie lui est infidèle.
Scène 3 (Largo)
Wozzeck se confronte à Marie, qui ne nie pas. Furieux, Wozzeck est sur le point de la frapper. Elle l'arrête en lui disant que même son père n'a jamais osé porter la main sur elle. Sa déclaration : « Mieux vaut ton couteau dans mon ventre », diffuse dans l'esprit de Wozzeck l'idée d'une vengeance ultérieure.
Scène 4 (Scherzo)
Parmi la foule, Wozzeck voit Marie danser avec le tambour-major. Après le chœur d'une chanson de chasse, Andres demande à Wozzeck pourquoi il reste assis. Un simplet ivre le sermonne, puis un autre s'approche de Wozzeck et lui crie que la scène est « Lustig, … aber es riecht … Ich Riech, ich Riech Blut! » (« Joyeux, mais lui — Wozzeck — pue … Je sens, je sens le sang »).
Scène 5 (Rondo)
La nuit, de garde dans la caserne, Wozzeck, incapable de dormir, tient Andres éveillé. Le tambour-major arrive. Il est ivre. Il provoque Wozzeck, le sort du lit, se bat avec lui et lui flanque une raclée.

### Acte 3
Scène 1 (invention sur un thème)
Dans sa chambre, la nuit, Marie lit l'Évangile et les pages concernant la femme adultère pardonnée. Elle crie qu'elle désire le pardon.
Scène 2 (invention sur la note si)
Wozzeck et Marie se promènent dans les bois près d'un étang. Marie est impatiente de partir, mais Wozzeck la retient. La lune se lève, de couleur rouge sang. Cette atmosphère détermine Wozzeck dans sa jalousie et sa folie. S'il ne peut avoir Marie, personne ne le pourra, et il la poignarde.
Scène 3 (invention sur un rythme)
Les gens dansent dans une taverne. Wozzeck entre. Il voit Margret, l'invite à danser et la tire sur ses genoux. Puis il l'insulte et lui demande de chanter une chanson. Elle chante, mais remarque du sang sur la main et le coude de Wozzeck. Tout le monde l'entoure et lui crie dessus. Wozzeck, obsédé par le sang, se précipite hors de la taverne et s'enfuit dans la nuit.
Scène 4 (invention sur un accord de six sons)
De retour sur la scène de l'assassinat, Wozzeck est obnubilé par le couteau avec lequel il a tué Marie, et le jette dans l'étang. La lune rouge sang apparaît de nouveau. Wozzeck craint de ne pas l'avoir jeté assez loin, et veut également laver les taches de sang de ses vêtements et de ses mains. Il patauge dans l'étang et se noie, entraîné dans un tourbillon. Le Capitaine et le Docteur passent par là, ils entendent Wozzeck qui gémit et se noie. Ils s'enfuient, effrayés.
Interlude orchestral en ré mineur (invention sur une tonalité)
Scène 5 (invention sur un mouvement de croches)
Le lendemain matin, les enfants jouent au soleil. La nouvelle se répand que le corps de Marie a été trouvé. On apprend au petit garçon de Marie la mort de sa mère. Lui, inconscient de ce qui se passe, continue à jouer.

## Instrumentation
Wozzeck de Berg est écrit pour un grand orchestre. Il est constitué en plus de trois ensembles sur scène : une fanfare à l'acte I, scène 3 ; un orchestre de chambre dans l'acte II, scène 3 ; un groupe d'instruments populaires dans la taverne dans l'acte II, scène 4 ; un piano droit désaccordé pour l'acte III, scène 3.

### Fosse d'orchestre
- Bois : 4 flûtes (toutes jouent aussi les piccolos ), 4 hautbois (le 4e joue aussi le cor anglais ), 4 clarinettes en si bémol (1re aussi clarinette en la, 3e et 4e aussi clarinettes en mi bémol ), clarinette basse en si bémol, 3 bassons , contrebasson
- Cuivres : 4 cors en F, 4 trompettes en F, 4 trombones (1 alto, 2 ténor, 1 basse), un tuba
- Percussions : 4 timbales , une grosse caisse , plusieurs cymbales (une paire, suspendue, et une jointe à la grosse caisse), une grosse caisse, une caisse claire, deux tam-tams (un plus petit que l'autre), un triangle, un xylophone
- Claviers : un célesta
- Cordes : une harpe, premiers et seconds violons , altos , violoncelles , contrebasses

### Groupes instrumentaux sur scène
Fanfare :
- Bois : piccolo, 2 flûtes, 2 hautbois, 2 clarinettes en mi bémol, 2 bassons
- Cuivres : 2 cors en fa, 2 trompettes en fa, 3 trombones, tuba
- Percussion : grosse caisse avec cymbales, caisse claire, triangle

Berg explique que les acteurs de la fanfare peuvent venir de l'orchestre principal. Il va jusqu'à indiquer exactement l'instant où les musiciens peuvent partir à une note près.
Orchestre de chambre, également pris de l'orchestre de fosse. Il correspond à l'orchestre utilisé par Schoenberg dans sa Symphonie de chambre n° 1.
- Bois : flûte (aussi piccolo), hautbois, cor anglais, clarinette en mi bémol, clarinette en la, clarinette basse en si bémol, basson, contrebasson
- Cuivres : 2 cors
- Cordes : 2 violons, alto, violoncelle, contrebasse

Le groupe dans la taverne (acte 2, scène 4)
- Bois : clarinette en do
- Cuivres : bombardon en fa (ou tuba)
- Clavier : accordéon, piano droit désaccordé
- Cordes : guitare, 2 violons

## Quelques mises en scène récentes
Wozzeck est régulièrement donné sur les grandes scènes internationales et de nombreux metteurs en scène ont proposé leur propre lecture de l'oeuvre. Citons Patrice Chéreau (Staatsoper Berlin/Théâtre du Châtelet en 1992), Stéphane Braunschweig (Opéra de Lyon en 2003, festival d'Aix-en-Provence en 2005), Christoph Marthaler (Opéra de Paris en 2008), Andreas Kriegenburg  (Opéra de Munich en 2012), Dmitri Tcherniakov (Bolchoï en 2013), Andrea Breth (Berlin en 2015), David Mc Vicar (Genève en 2017), William Kentridge (festival de Salzbourg en 2017, puis Opéra de Paris en 2021). Il est donné pour la première fois au Festival d'Aix en Provence dans la mise en scène de Simon McBurney  en juillet 2023.

## Discographie sélective et versions variées
- Le chœur et l'Orchestre de l'Opéra de Paris dirigé par Pierre Boulez avec Walter Berry (Wozzek), Isabel Strauss (Marie), Carl Dönch (le capitaine), CBS.
- New York Philharnomic Orchestra dirigé par Dimitri Mitropoulos, avec Adolph Anderson (Wozzeck), Edwina Eustis (Marie), Naxos, 1951.
- Orchestre philharmonique de Vienne, dirigé par Claudio Abbado avec Franz Grundheber (Wozzeck) et Hildegard Behrens (Marie), 1987.

Il existe aussi des versions de Christoph von Dohnányi, de Daniel Barenboim, de Carlos Kleiber et de Luciano Berio.
Il existe plusieurs versions variées ou arrangées de Wozzeck dans le répertoire de l'opéra, en dehors de celle de Berg. L'une est un arrangement pour vingt-deux chanteurs et vingt et une partie instrumentale, réalisé et organisé par le compositeur de Montréal John Rea (en), et publié par Universal Edition de Vienne. Une autre version qui réduit l'orchestre à 60 musiciens pour les petits théâtres, a été écrite par le compositeur et étudiant de Schoenberg, Erwin Stein, en collaboration avec Berg lui-même. Cette version est également disponible chez Universal Edition.
Wozzeck est aussi le titre d'un opéra du compositeur allemand Manfred Gurlitt, également fondé sur l'écrit de Büchner, et créé quatre mois après la composition de Berg. Le travail de Gurlitt, qui a été créé indépendamment de Berg, est resté dans son ombre.